# پیرکاسکا
پیرکاسکا (به اسپانیایی: Pirqasqa) یک کوه در پرو است که در Peru, Arequipa Region, La Unión Province, Peru واقع شده‌است. پیرکاسکا ۵٬۰۰۰ متر بالاتر از سطح دریا واقع شده‌است.